# Megamelus anticostus
Megamelus anticostus är en insektsart som beskrevs av Metcalf 1923. Megamelus anticostus ingår i släktet Megamelus och familjen sporrstritar. Inga underarter finns listade i Catalogue of Life.